# Odd Berg
Odd Berg (nascido em 8 de novembro de 1923) é um ex-ciclista norueguês. Nos Jogos Olímpicos de Verão de 1952 em Helsinque, competiu representando a Noruega na prova individual e por equipes de ciclismo de estrada. Venceu por três vezes o Campeonato da Noruega de Ciclismo em Estrada, nos anos de 1951, 1952 e 1955.